# Tecticornia
Genre
Classification phylogénétique
Tecticornia est un genre de plantes herbacées de la famille des Chenopodiaceae, ou des Amaranthaceae selon la classification phylogénétique.
C'est un genre de plantes succulentes, tolérantes au sel, endémiques en Australie. En 2007, les genres Halosarcia, Pachycornia, Sclerostegia et Tegicornia ont été intégrés dans le genre.

## Principales espèces[2],[3]
- Tecticornia arborea Paul G.Wilson
- Tecticornia arbuscula (R.Br.) K.A.Sheph. & Paul G.Wilson
- Tecticornia auriculata (Paul G.Wilson) K.A.Sheph. & Paul G.Wilson
- Tecticornia australasica (Moq.) Paul G.Wilson
- Tecticornia bibenda K.A.Sheph. & S.J.van Leeuwen
- Tecticornia bulbosa (Paul G.Wilson) K.A.Sheph. & PaulG.Wilson
- Tecticornia calyptrata (Paul G.Wilson) K.A.Sheph. & Paul G.Wilson
- Tecticornia chartacea (Paul G.Wilson) K.A.Sheph. & Paul G.Wilson
- Tecticornia cupuliformis (Paul G.Wilson) K.A.Sheph. & Paul G.Wilson
- Tecticornia disarticulata (Paul G.Wilson) K.A.Sheph. & Paul G.Wilson
- Tecticornia doleiformis (Paul G.Wilson) K.A.Sheph. & Paul G.Wilson
- Tecticornia entrichoma (Paul G.Wilson) K.A.Sheph. & Paul G.Wilson
- Tecticornia fimbriata (Paul G.Wilson) K.A.Sheph. & Paul G.Wilson
- Tecticornia flabelliformis (Paul G.Wilson) K.A.Sheph. & Paul G.Wilson
- Tecticornia fontinalis (Paul G.Wilson) K.A.Sheph. & Paul G.Wilson
- Tecticornia halocnemoides (Nees) K.A.Sheph. & Paul G.Wilson
- Tecticornia indica (Willd.) K.A.Sheph. & Paul G.Wilson  - a plusieurs sous-espèces
- Tecticornia laevigata K.A.Sheph.
- Tecticornia lepidosperma (Paul G.Wilson) K.A.Sheph. & Paul G.Wilson
- Tecticornia leptoclada (Paul G.Wilson) K.A.Sheph. & Paul G.Wilson
- Tecticornia lylei (Ewart & Jean White) K.A.Sheph. & Paul G.Wilson
- Tecticornia mellaria K.A.Sheph.
- Tecticornia medullosa (Paul G.Wilson) K.A.Sheph. & Paul G.Wilson
- Tecticornia moniliformis (Paul G.Wilson) K.A.Sheph. & Paul G.Wilson
- Tecticornia nitida (Paul G.Wilson) K.A.Sheph. & Paul G.Wilson
- Tecticornia peltata (Paul G.Wilson) K.A.Sheph. & Paul G.Wilson
- Tecticornia pergranulata (J.M.Black) K.A.Sheph. & Paul G.Wilson
- Tecticornia pluriflora (Paul G. Wilson) K.A.Sheph. & Paul G.Wilson
- Tecticornia pruinosa (Paulsen) K.A.Sheph. & Paul G.Wilson
- Tecticornia pterygosperma (J.M.Black) K.A.Sheph. & Paul G.Wilson
- Tecticornia syncarpa (Paul G.Wilson) K.A.Sheph. & Paul G.Wilson
- Tecticornia tenuis (Benth.) K.A.Sheph. & Paul G.Wilson
- Tecticornia triandra (F.Muell.) K.A.Sheph. & Paul G.Wilson
- Tecticornia undulata (Paul G.Wilson) K.A.Sheph. & Paul G.Wilson
- Tecticornia uniflora (Paul G.Wilson) K.A.Sheph. & Paul G.Wilson
- Tecticornia verrucosa Paul G.Wilson